# Чернинська сільська рада (Білорусь)
Че́рнинська сільська́ ра́да (біл. Чэ́рнінскі сельсавет) — адміністративно-територіальна одиниця у складі Берестейського району, Берестейської області Білорусі. Адміністративний центр сільської ради — село Черни.

## Розташування
Чернинська сільська рада розташована на крайньому південному заході Білорусі, на заході Берестейської області, на північно-східній околиці обласного та районного центру Берестя. На заході вона межує із Мотикальською сільською радою, на півночі — із Чернавчицькою сільською радою, на сході — із Жабинківським районом, на південному сході — із Тельмінською сільською радою, на південному заході — із містом Берестя.
По південно-західні частині сільради проходить автомобільна магістраль E30 (М1): Жабинка — Дубровно, а по південно-східній околиці — залізнична лінія Берестя — Барановичі.

## Склад сільської ради
До складу Чернинської сільської ради входить 16 населених пунктів.
| Населений пункт | Тип  | Населення, осіб (2009) | Координати                                                            |
| --------------- | ---- | ---------------------- | --------------------------------------------------------------------- |
| Черни           | село | 2685                   | 52°9′20″ пн. ш. 23°45′21″ сх. д. / 52.15556° пн. ш. 23.75583° сх. д.  |
| Бердичі         | село | 76                     | 52°10′3″ пн. ш. 23°45′3″ сх. д. / 52.16750° пн. ш. 23.75083° сх. д.   |
| Велика Курниця  | село | 285                    | 52°10′56″ пн. ш. 23°44′36″ сх. д. / 52.18222° пн. ш. 23.74333° сх. д. |
| Великі Косичі   | село | 153                    | 52°8′15″ пн. ш. 23°48′58″ сх. д. / 52.13750° пн. ш. 23.81611° сх. д.  |
| Братилове       | село | 99                     | 52°9′1″ пн. ш. 23°48′8″ сх. д. / 52.15028° пн. ш. 23.80222° сх. д.    |
| Велюнь          | село | 85                     | 52°10′57″ пн. ш. 23°50′14″ сх. д. / 52.18250° пн. ш. 23.83722° сх. д. |
| Вітошки         | село | 4                      | 52°11′27″ пн. ш. 23°51′44″ сх. д. / 52.19083° пн. ш. 23.86222° сх. д. |
| Волоски         | село | 20                     | 52°9′43″ пн. ш. 23°51′40″ сх. д. / 52.16194° пн. ш. 23.86111° сх. д.  |
| Гутовичі        | село | 24                     | 52°10′27″ пн. ш. 23°50′14″ сх. д. / 52.17417° пн. ш. 23.83722° сх. д. |
| Забереззя       | село | 1                      | 52°10′40″ пн. ш. 23°51′8″ сх. д. / 52.17778° пн. ш. 23.85222° сх. д.  |
| Залісся         | село | 50                     | 52°10′20″ пн. ш. 23°52′19″ сх. д. / 52.17222° пн. ш. 23.87194° сх. д. |
| Збироги         | село | 157                    | 52°9′53″ пн. ш. 23°52′19″ сх. д. / 52.16472° пн. ш. 23.87194° сх. д.  |
| Карабани        | село | 5                      | 52°10′11″ пн. ш. 23°51′57″ сх. д. / 52.16972° пн. ш. 23.86583° сх. д. |
| Климовичі       | село | 1                      | 52°10′27″ пн. ш. 23°47′59″ сх. д. / 52.17417° пн. ш. 23.79972° сх. д. |
| Селяхи          | село | 37                     | 52°10′25″ пн. ш. 23°46′35″ сх. д. / 52.17361° пн. ш. 23.77639° сх. д. |
| Харитони        | село | 72                     | 52°8′58″ пн. ш. 23°51′47″ сх. д. / 52.14944° пн. ш. 23.86306° сх. д.  |

Населений пункт — село Мощенка рішенням Берестейської обласної Ради депутатів від 21 грудня 2007 року було вилучене із складу сільської ради.

## Населення
За переписом населення Білорусі 2009 року чисельність населення сільської ради становило 3754 особи.

### Національність
Розподіл населення за рідною національністю за даними перепису 2009 року:
| Національність                | Осіб | Відсоток |
| ----------------------------- | ---- | -------- |
| білоруси                      | 3068 | 81,73 %  |
| росіяни                       | 337  | 8,98 %   |
| українці                      | 289  | 7,70 %   |
| поляки                        | 27   | 0,72 %   |
| вірмени                       | 7    | 0,19 %   |
| дві та більше національності  | 6    | 0,16 %   |
| молдовани                     | 4    | 0,11 %   |
| національність не вказана     | 3    | 0,08 %   |
| татари                        | 2    | 0,05 %   |
| німці                         | 2    | 0,05 %   |
| латиші                        | 2    | 0,05 %   |
| мордва                        | 2    | 0,05 %   |
| національність не повідомлена | 2    | 0,05 %   |
| азербайджанці                 | 1    | 0,03 %   |
| туркмени                      | 1    | 0,03 %   |
| удмурти                       | 1    | 0,03 %   |
| Разом                         | 3754 | 100 %    |